# Shu Qi

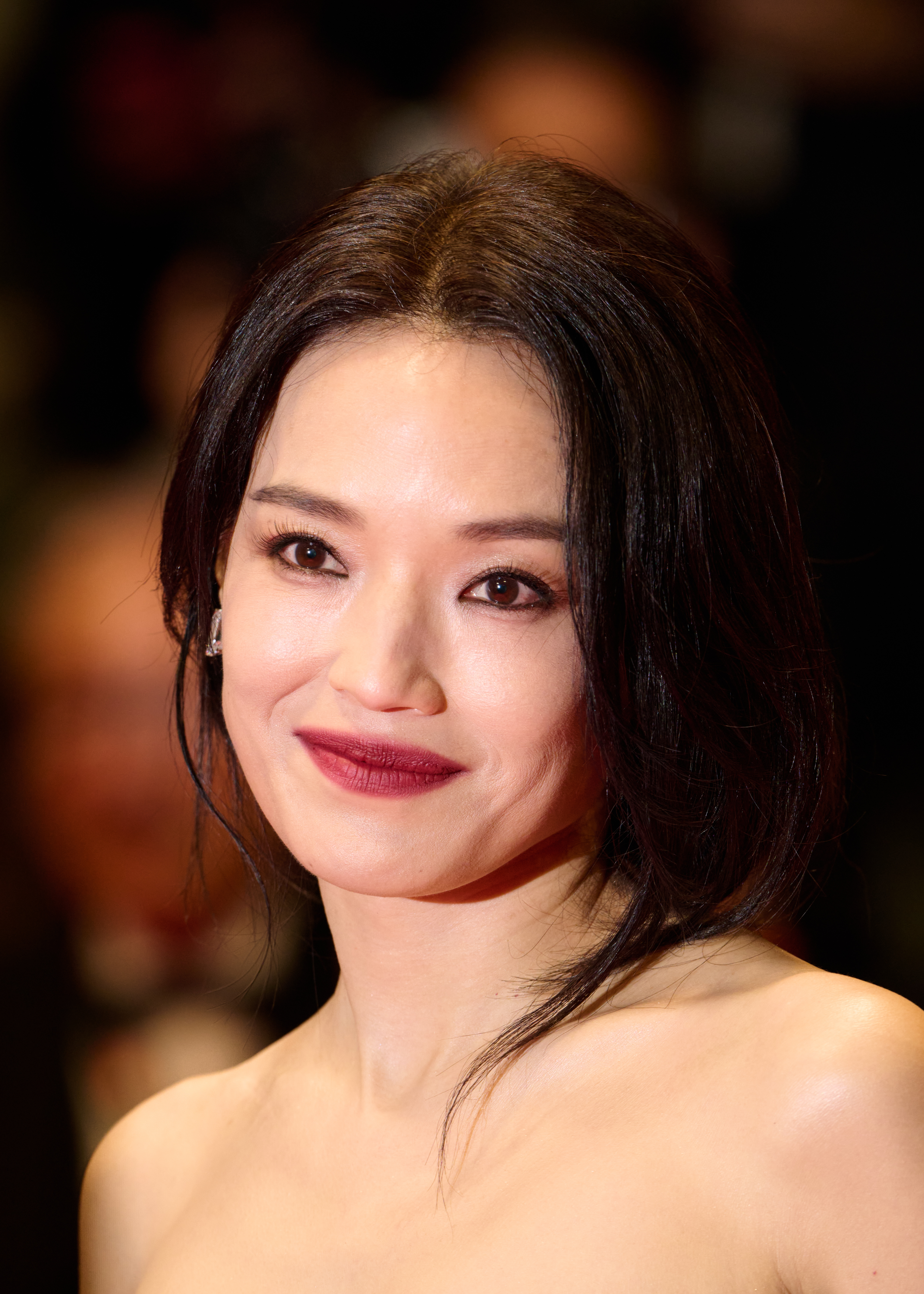
Shu Qi in Cannes (2025)

Shu Qi (chinesisch 舒淇, Pinyin Shū Qí, W.-G. Hsu Chi, Jyutping Syu1 Kei4, kantonesisch Shu, Kei; * 16. April 1976 als 林立慧,  Lín Lìhuì, Pe̍h-ōe-jī Lîm Li̍p-hūi in Taipeh) ist eine taiwanische Schauspielerin. Mit Girl (2025) gibt sie ihr Debüt als Filmregisseurin und Drehbuchautorin.

## Leben
Mitte der 1990er Jahre posierte Shu Qi nackt für diverse Magazine und Fotobände, darunter der Hongkong-chinesische Playboy. Ihre ersten Filme waren ebenfalls eher erotischer Natur. So gab sie ihr Filmdebüt 1996 in Sex and Zen II sowie Viva Erotica mit Anthony Wong Chau-Sang und Leslie Cheung. In den folgenden Jahren wechselte sie jedoch das Genre und war in einigen Independentproduktionen wie Love is not a Game, but a Joke von Produzent Stanley Kwan oder 1998 in Yonfans viel gelobtem Liebesfilm Bishonen… Beauty an der Seite von Daniel Wu zu sehen. Dieser wurde 1999 beim Schwulesbischen Filmfestival in Mailand als bester Film ausgezeichnet. Shu Qi konnte sich zunehmend etablieren und bekam auch Rollen in Spielfilmen. Neben Jackie Chan spielte sie im selben Jahr in dem Martial-Arts-Film Under Control eine Hauptrolle. Weitere asiatische Produktionen folgten, und Shu Qi stand mit vielen Stars des asiatischen Kinos vor der Kamera.
Schließlich schaffte Shu Qi den Sprung ins US-amerikanische Kino. In dem französisch-US-amerikanischen Actionfilm The Transporter der Regisseure Louis Leterrier und Corey Yuen spielte sie neben Jason Statham die weibliche Hauptrolle. Für ihre überzeugende Darstellung in dem französisch-taiwanischen Episodenfilm Three Times wurde Shu Qi 2005 beim Golden Horse Film Festival mit dem Preis für die beste Schauspielerin ausgezeichnet. In dem von Kritikern hoch gelobten und auf mehreren Filmfestivals ausgezeichneten Liebesfilm verkörpert Shu Qi drei verschiedene Rollen in verschiedenen Epochen. 2006 übernahm sie die Rolle der Aryong Lim in dem Film KillerLady. Der Charakter wurde in den vorangegangenen Filmen My Wife Is a Gangster und My Wife Is a Gangster 2 von ihrer Kollegin Shin Eun-kyung dargestellt.
2008 wurde Shu Qi in die Wettbewerbsjury der 58. Filmfestspiele von Berlin eingeladen, ein Jahr später in die Wettbewerbsjury der 62. Filmfestspiele von Cannes. Im Jahr 2023 wurde sie in die Wettbewerbsjury der 80. Filmfestspiele von Venedig berufen.
Im Jahr 2025 gab Shu Qui mit dem Spielfilm Girl ihr Debüt als Regisseurin und Drehbuchautorin. Das Werk wurde in den Hauptwettbewerb des 82. Filmfestivals von Venedig eingeladen.

## Privatleben
Shu Qi und der Hongkonger Sänger Leon Lai waren von 1997 bis 2004 liiert. Seit 2006 ist sie mit dem Schauspielkollegen, Sänger und Regisseur Stephen Fung (馮德倫) aus Hongkong verheiratet.

## Filmografie (Auswahl)

### Schauspielerin
- 1996: Sex and Zen II
- 1996: Viva Erotica
- 1996: Growing Up
- 1996: Queer Story
- 1996: Street Angel
- 1996: Till Death Do Us Laugh
- 1997: Those Were the Days
- 1997: Love is not a Game, but a Joke
- 1997: Sorry, thank you
- 1997: L-O-V-E
- 1997: Love, Amoeba Style
- 1998: Bishonen... Beauty
- 1998: Young and Dangerous – The Prequel
- 1998: Portland Street Blues
- 1998: Extreme Crisis
- 1998: The Lucky Guy
- 1998: Young and Dangerous V
- 1998: The Storm Riders
- 1998: City of Glass
- 1999: Iron Sister
- 1999: The Island Tales
- 1999: When I Look Upon the Stars
- 1999: Metade Fumaca (Ban zhi yan)
- 1999: Under Control (Bo li zun)
- 1999: A Man Called Hero
- 2000: Spy Team
- 2000: Dragon Heat
- 2000: My Name is Nobody
- 2000: For Bad Boys Only
- 2000: My Loving Trouble 7
- 2000: Hidden Whisper
- 2000: Born to be King
- 2000: Flying Dance
- 2001: Martial Angels
- 2001: Qianxi manbo
- 2001: Visible Secret
- 2001: Love me, love my Money
- 2001: Beijing Rocks
- 2002: Haunted Office
- 2002: The Wesley’s Mysterious Files
- 2002: So Close – Nichts ist so, wie es scheint
- 2002: Women From Mars
- 2002: Just one Look
- 2002: The Transporter
- 2003: Looking for Mister Perfect
- 2004: The Eye 2
- 2005: Three Times
- 2005: Home Sweet Home
- 2005: The Korean Job
- 2006: KillerLady
- 2006: Confession of Pain
- 2007: Forest of Death
- 2007: Blood Brothers
- 2008: Look for a Star
- 2008: If You Are the One
- 2009: New York, I Love You
- 2010: Legend of the Fist: The Return of Chen Zen
- 2010: City Under Siege
- 2011:	A Beautiful Life
- 2013: Journey to the West: Conquering the Demons.
- 2015: The Assassin
- 2015: Mojin: The Lost Legend
- 2016: My Best Friend’s Wedding
- 2017: Journey to the West: Demon Chapter
- 2017: The Adventurers
- 2018: Mojin : The Worm Valley
- 2018: The Island
- 2019: Shanghai Fortress
- 2023: If You Are the One III
- 2025: Resurrection

### Regie und Drehbuch
- 2015: All You Need Is Love (Luopao ba aiqing) (als Drehbuchautorin)

## Fußnote
1. ↑  
Stephen Fung (chinesisch 馮德倫 / 冯德伦, Pinyin Féng Délún, Jyutping Fung4 Dak1leon4, kantonesisch Fung Tak-lun).

| Personendaten    | Personendaten |
| ---------------- | --- |
| NAME             | Shu, Qi |
| ALTERNATIVNAMEN  | Hsu, Chi (Wade-Giles); Hsu, Qi (Ad-hoc-Umschrift); Shū, Qi (Pinyin); Syu1, Kei4 (Jyutping); Shu, Kei (kantonesisch, Ad-hoc-Umschrift); Su, Kî (Pe̍h-ōe-jī); Shu, Fanny (Pseudonym); 舒淇 (chinesisch); Lín, Lìhuì (Geburtsname, Pinyin); Lam4, Lap6wai6 (Jyutping); Lîm, Li̍p-hūi (Pe̍h-ōe-jī); 林立慧 (Geburtsname, chinesisch, Lang- und Kurzzeichen) |
| KURZBESCHREIBUNG | taiwanische Schauspielerin |
| GEBURTSDATUM     | 16. April 1976 |
| GEBURTSORT       | Taipeh, Taiwan |